# Wiata przystankowa

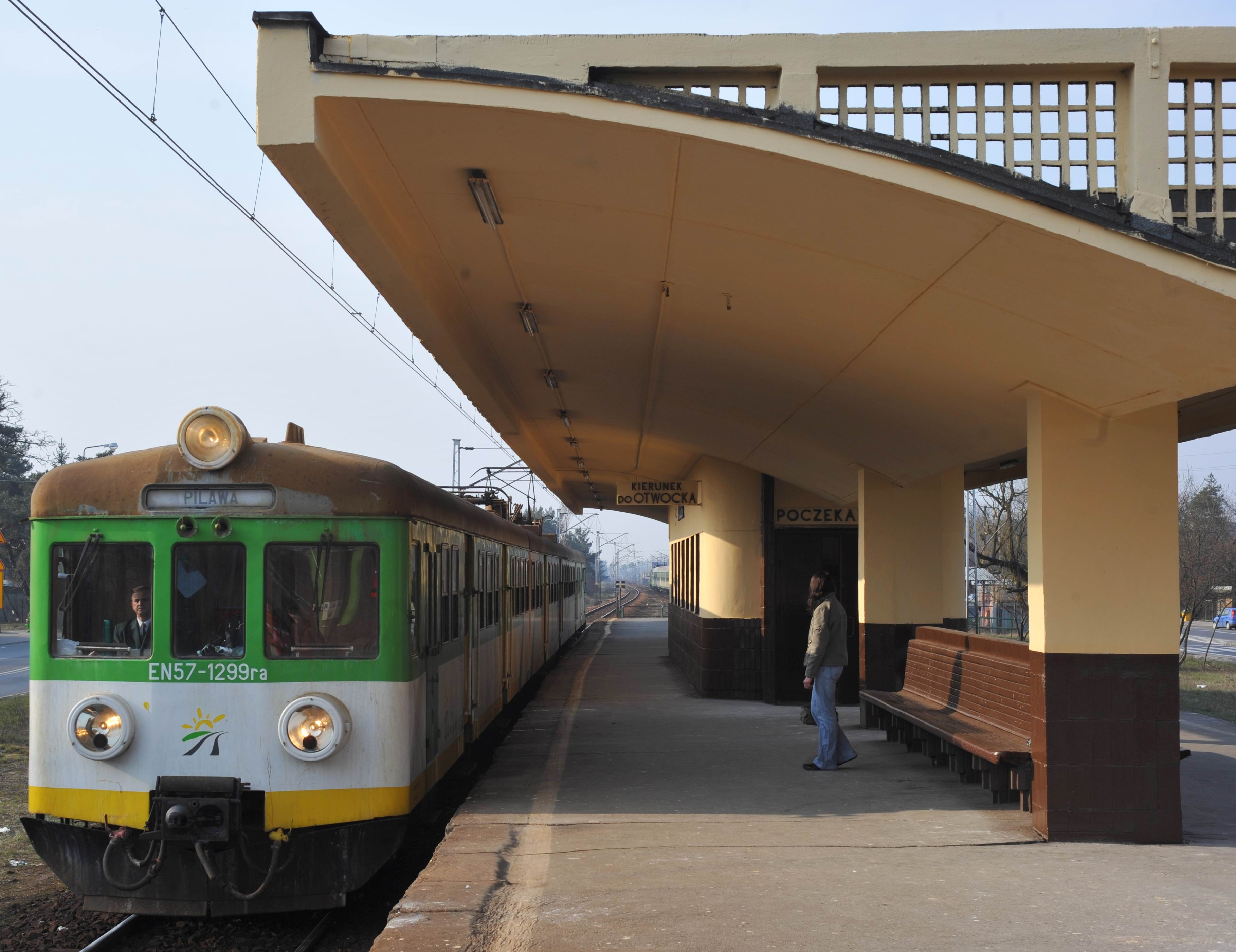
Zabytkowa, betonowa wiata przystanku kolejowego Warszawa Radość z 1936 roku, przykład architektury modernistycznej

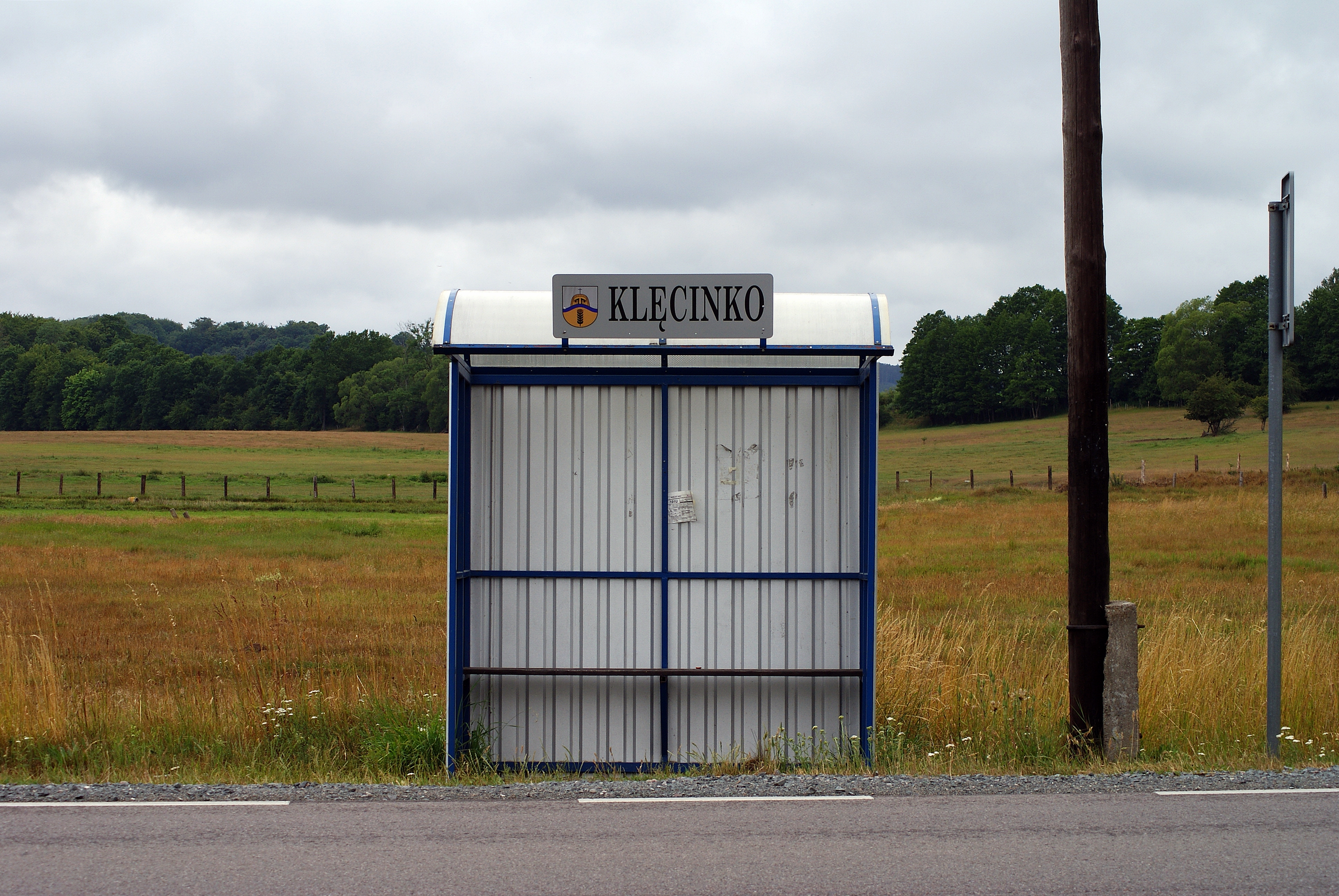
Wiata przystanku autobusowego w Klęcinku

Wiata przystankowa – konstrukcja zaprojektowana jako osłona dla pasażerów przebywających na przystankach autobusowych, trolejbusowych, tramwajowych czy peronach kolejowych. Wiaty przystankowe zalicza się do zbioru obiektów małej architektury miejskiej, czyli do tak zwanych mebli miejskich.

## Materiały

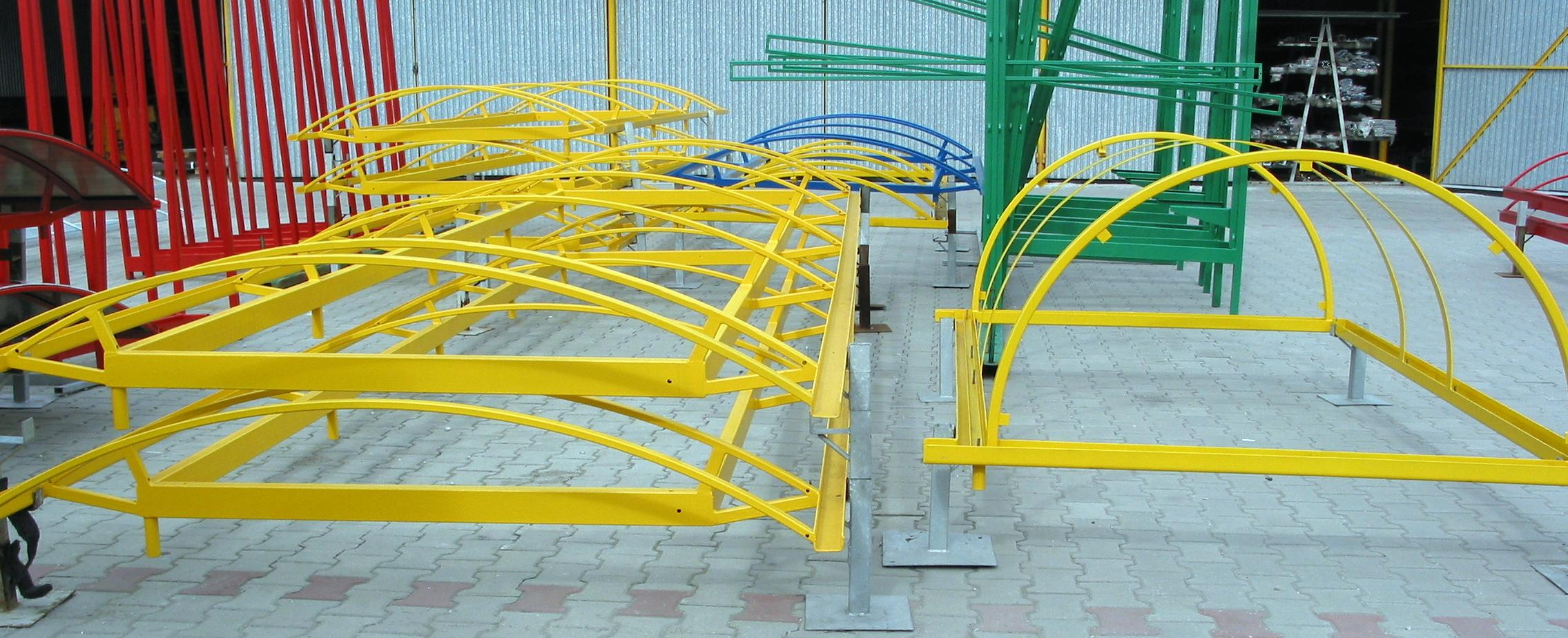
Elementy stalowe konstrukcji wiat

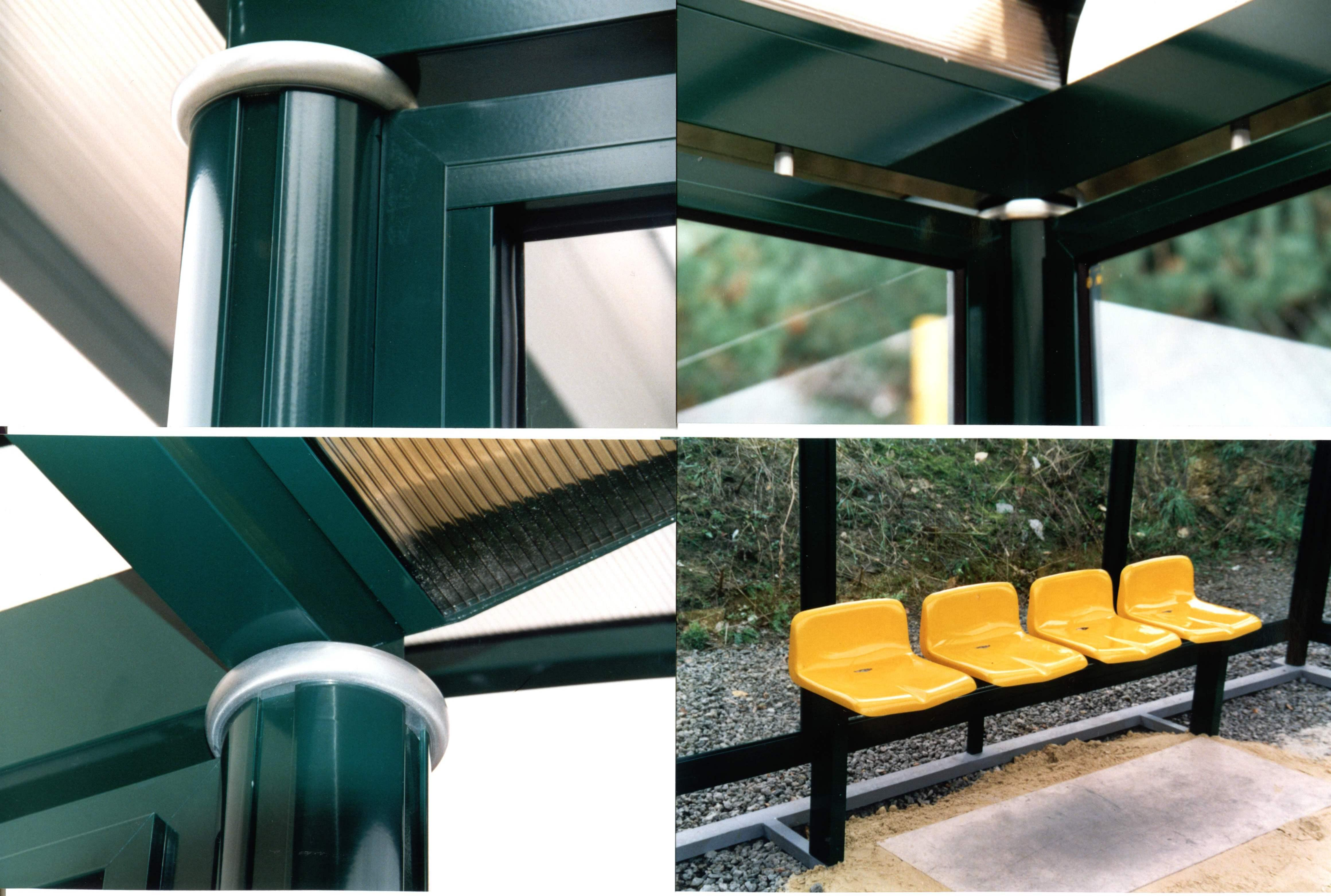
Detale wiaty aluminiowej

Obecnie najpowszechniej występują wiaty przystankowe o konstrukcji wykonanej ze stali konstrukcyjnej, zwykle cynkowanej ogniowo i lakierowanej proszkowo. Rzadziej spotyka się konstrukcje wykonane ze stopów aluminium czy stali nierdzewnej. Ściany wiat wypełniane są najczęściej szkłem hartowanym, ale także klejonym, płytami z poliwęglanu, szkła akrylowego, płytami kompozytowymi, drewnem lub blachą. Pokryciem dachowym jest najczęściej polięglan komorowy dymiony. Stosuje się również poliwęglan lity, płyty kompozytowe, szkło hartowane, szkło klejone, blachę trapezową oraz rozwiązania umożliwiające posadzenie roślinności. 
Starsze konstrukcje często były wykonane częściowo lub w całości z betonu bądź ze stali konstrukcyjnej obłożonej blachą (często trapezową lub falistą) lub płytami z tworzywa sztucznego. Z racji niskich walorów estetycznych, oraz postępującej korozji i starzenia wykorzystanych materiałów, tego typu konstrukcje zastępowane są coraz częściej przez nowsze, lepiej zabezpieczone przed warunkami atmosferycznymi i aktami wandalizmu konstrukcje.

## Konstrukcja
Konstrukcje wiat przystankowych najczęściej nie są zamknięte, czyli nie posiadają czterech ścian (zazwyczaj posiadają trzy ściany, ale mogą również występować wersje bez ścian, z jedną, lub dwiema ścianami). Ściany nie spełniają wymogów izolacji termicznej, a ich zadanie sprowadza się do osłony podróżnych przed opadami atmosferycznymi i podmuchami wiatru. Ściany wiat bywają również wykorzystywane jako podstawa dla nośników treści informacyjnych i reklamowych. Obecnie najpowszechniej spotyka się wiaty przystankowe składające się ze ścianki tylnej i dwóch ścianek bocznych. Ścianki boczne mogą być pełne (o szerokości zbliżonej do bocznego wymiaru dachu, patrząc z boku różnice pomiędzy tymi wymiarami są symetryczne po obu stronach), cofnięte (ścianka jest węższa niż szerokość dachu, patrząc z boku widać asymetrię różnic szerokości dachu i szerokości ścianki), trójdzielne (ścianka jest podzielona na trzy części), przystosowane do połączenia z kioskiem (powstaje wówczas tak zwany zestaw kioskoprzystanku), lub przystosowane do umieszczenia w niej gabloty o charakterze reklamowym.
Gabloty reklamowe można umieszczać w konstrukcji wiat zarówno w ściankach bocznych, jak i tylnych.
Aluminiowe gabloty umieszczone w wiatach pozwalają właścicielom wiat na uzyskanie dochodu z odsprzedaży powierzchni reklamowej. Jest to coraz częściej spotykana forma refinansowania kosztów związanych zakupem, utrzymaniem i obsługą wiat.

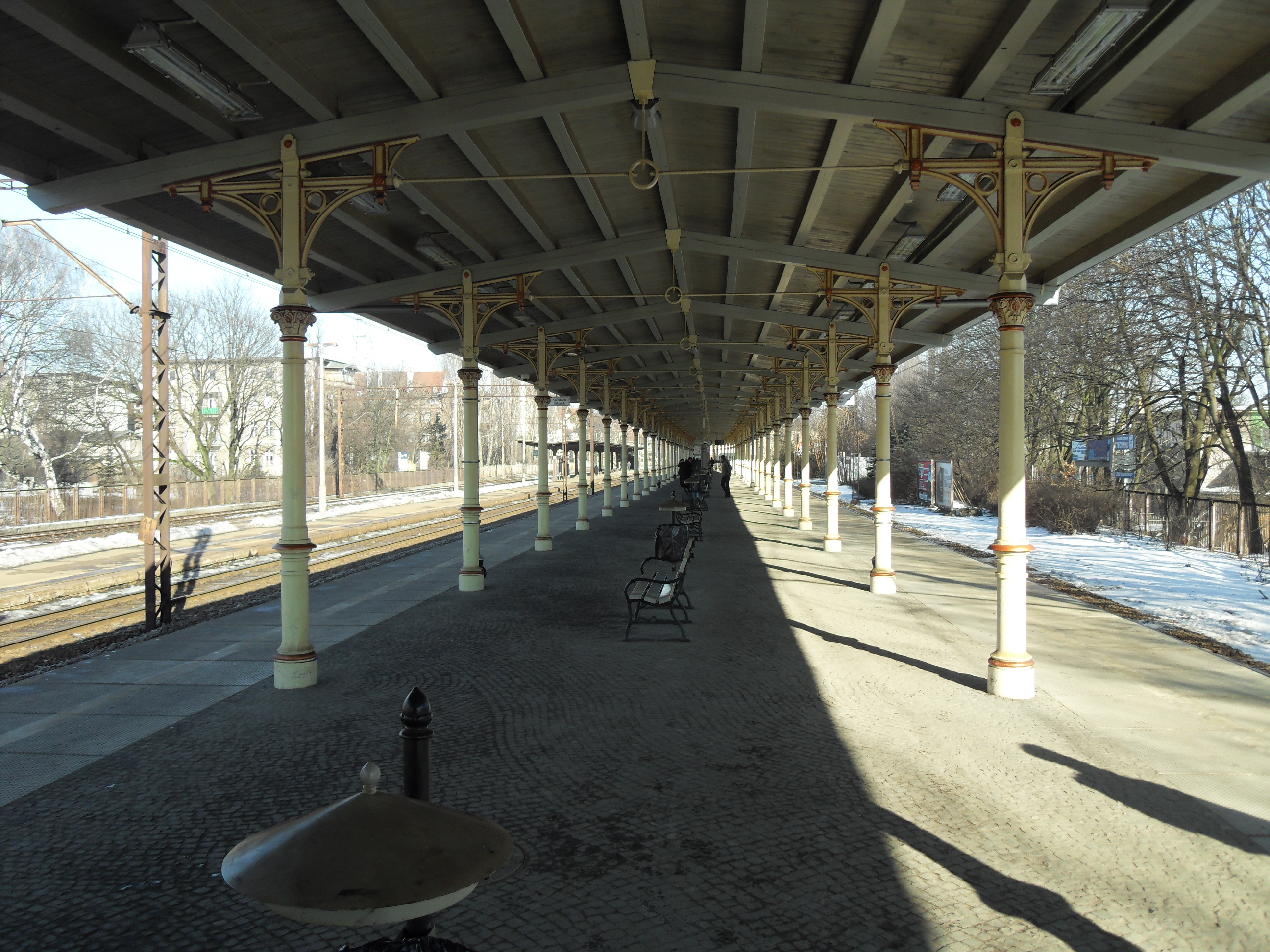
Wiata nad peronem kolejowym w Sopocie

## Posadowienie
Wiaty przystankowe wymagają posadowienia. Część producentów ustawia wiaty bezpośrednio na nawierzchni chodnika, co może okazać się rozwiązaniem niewystarczającym przy niekorzystnych warunkach atmosferycznych (szczególnie przy pojawiających się coraz częściej gwałtownych wichurach). Bezpieczne i zgodne z obowiązującymi normami posadowienie wiat wymaga zastosowania betonowych fundamentów punktowych, stop fundamentowych. Elementy kotwiące powinny zostać zagłębione w ziemi na głębokość przemarzania. Stabilność wiaty powinna zostać potwierdzona obliczeniami statycznymi. Niektóre konstrukcje, zwłaszcza te pozbawione ścian bocznych, wymagają zastosowania płyt fundamentowych. W procesie wyboru najodpowiedniejszej formy posadowienia może być wymagana informacja na temat strefy wiatrowej, do której przyporządkowana jest dana lokalizacja.

## Wyposażenie
Na wyposażenie wiaty mogą składać się:
- ramka na rozkład jazdy – ramka o formacie A2, A3, A4 lub innych, najczęściej wykonana z blachy powlekanej, przeszklona, naklejana bezpośrednio na szybę wiaty
- ramki aluklik – ramki wykonane z aluminiowych profili otwieranych, o formatach A2, A3, A4 lub innych, naklejane bezpośrednio na szybę
- tabliczka z nazwą przystanku – nazwa przystanku bywa też umieszczana bezpośrednio na konstrukcji

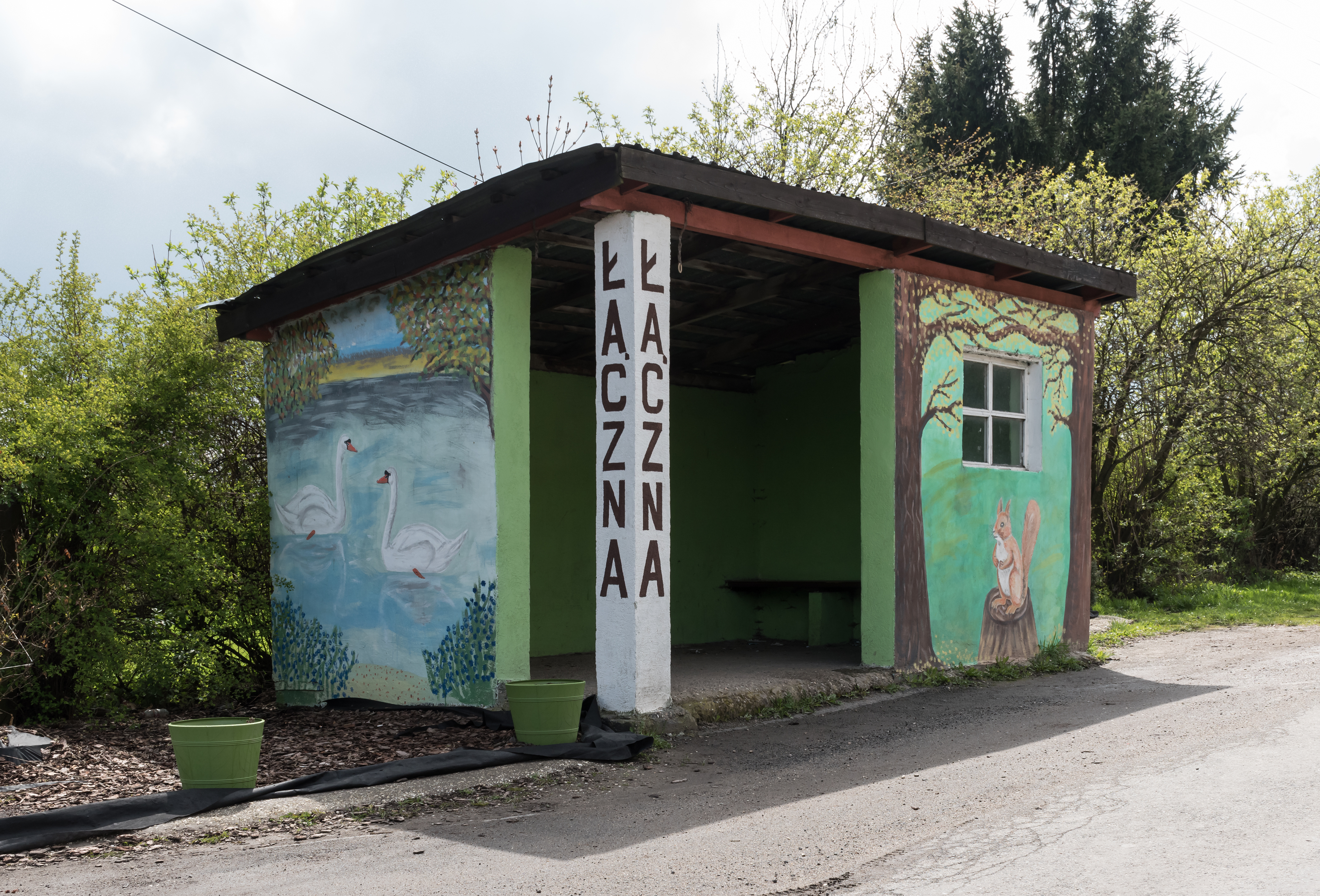
Przystanek autobusowy w Łącznej

- znak przystanku (znak D-15 dla przystanków autobusowych, D-16 dla trolejbusowych lub D-17 dla tramwajowych. Ponadto przepisy dotyczące znaków informacyjnych stwierdzają, że znak znak D-15 stosuje się również w przypadku oznaczania miejsc przeznaczonych do zatrzymywania się innych niż autobus pojazdów samochodowych wykonujących odpłatny przewóz osób na regularnych liniach i pojazdów przeznaczonych do przewozu dzieci do szkół i przedszkoli)
- gabloty o charakterze reklamowym – wykonane z aluminium, najczęściej podświetlane, o standardowych formatach widocznych SD (1,2x1,8m) i MV (0,7x1,0m) lub innych. Gabloty reklamowe mogą być wykorzystywane do finansowania utrzymania wiaty, lub na potrzeby informacyjne właściciela wiaty. Wykorzystane do ekspozycji rozkładów jazdy, map komunikacyjnych, map i informacji turystycznych stanowią element Systemu Informacji Miejskiej
Instalacje elektryczne wykorzystywane przy produkcji gablot powinny spełniać normy pozwalające na oznakowanie ich symbolem CE
- gabloty o charakterze informacyjnym – przeznaczone ekspozycji informacji o charakterze wymiennym, stałym lub częściowo stałym. Najczęściej umieszcza się na nich informacje dotyczące rozkładu jazdy
- ławka – najczęściej wykonana z drewna iglastego, liściastego, stali, laminatu białego, lub kolorowego (również w formie krzesełek)
- słupek przystankowy – wolno stojący, stalowy, najczęściej ocynkowany, wykonany z jednego, dwóch lub wielu profili słupek, na którym można umieścić znak przystanku, rozkład jazdy, kosz itp.
- kosz na śmieci – wykonany z blachy, może zostać zamocowany do słupka przystankowego lub wiaty